# Raklja
Raklja (izvirno srbsko Ракља) je naselje v Srbiji, ki upravno spada pod Občino Aleksandrovac; slednja pa je del Rasinskega upravnega okraja.

## Demografija
V naselju živi 503 polnoletnih prebivalcev, pri čemer je njihova povprečna starost 36,6 let (35,4 pri moških in 37,7 pri ženskah). Naselje ima 207 gospodinjstev, pri čemer je povprečno število članov na gospodinjstvo 3,14.
|  |

| Demografija | Demografija     | Demografija     |
| Leto        | Št. prebivalcev | Št. prebivalcev |
| ----------- | --------------- | --------------- |
|             |                 |                 |
|             |                 |                 |
|             |                 |                 |
|             |                 |                 |
| 1948        | 239             |                 |
| 1953        | 262             |                 |
| 1961        | 273             |                 |
| 1971        | 359             |                 |
| 1981        | 442             |                 |
| 1991        | 583             | 557             |
| 2002        | 727             | 651             |
|             |                 |                 |

| Etnična sestava po popisu iz leta 2002 | Etnična sestava po popisu iz leta 2002 | Etnična sestava po popisu iz leta 2002 | Etnična sestava po popisu iz leta 2002 | Etnična sestava po popisu iz leta 2002 |
| -------------------------------------- | -------------------------------------- | -------------------------------------- | -------------------------------------- | -------------------------------------- |
| Srbi                                   | Srbi                                   |                                        | 639                                    | 98,15%                                 |
| Neznano                                | Neznano                                |                                        | 11                                     | 1,68%                                  |